# Талдык (Ошская область)
Талдык (кирг. Талдык) — село в Кара-Сууском районе Ошской области Кыргызстана. Входит в состав Катта-Талдыкского айылного аймака.

## География
Село расположено в центральной части области, на левом берегу реки Талдык, на расстоянии приблизительно 50 километров (по прямой) к юго-востоку от города Кара-Суу, административного центра района. Абсолютная высота — 2015 метров над уровнем моря.

## Население
Согласно оценочным данным Национального статистического комитета Кыргызской Республики, численность населения села на начало 2023 года составляла 2241 человек.
| год     | 2009 | 2014 | 2015 | 2020 | 2021 | 2023 |
| ------- | ---- | ---- | ---- | ---- | ---- | ---- |
| человек | 1456 | 1850 | 1844 | 2167 | 2210 | 2241 |